# Trichoderma atroviride
Trichoderma atroviride är en svampart som beskrevs av P. Karst. 1892. Trichoderma atroviride ingår i släktet Trichoderma och familjen Hypocreaceae.   Inga underarter finns listade i Catalogue of Life.